# بابريوس

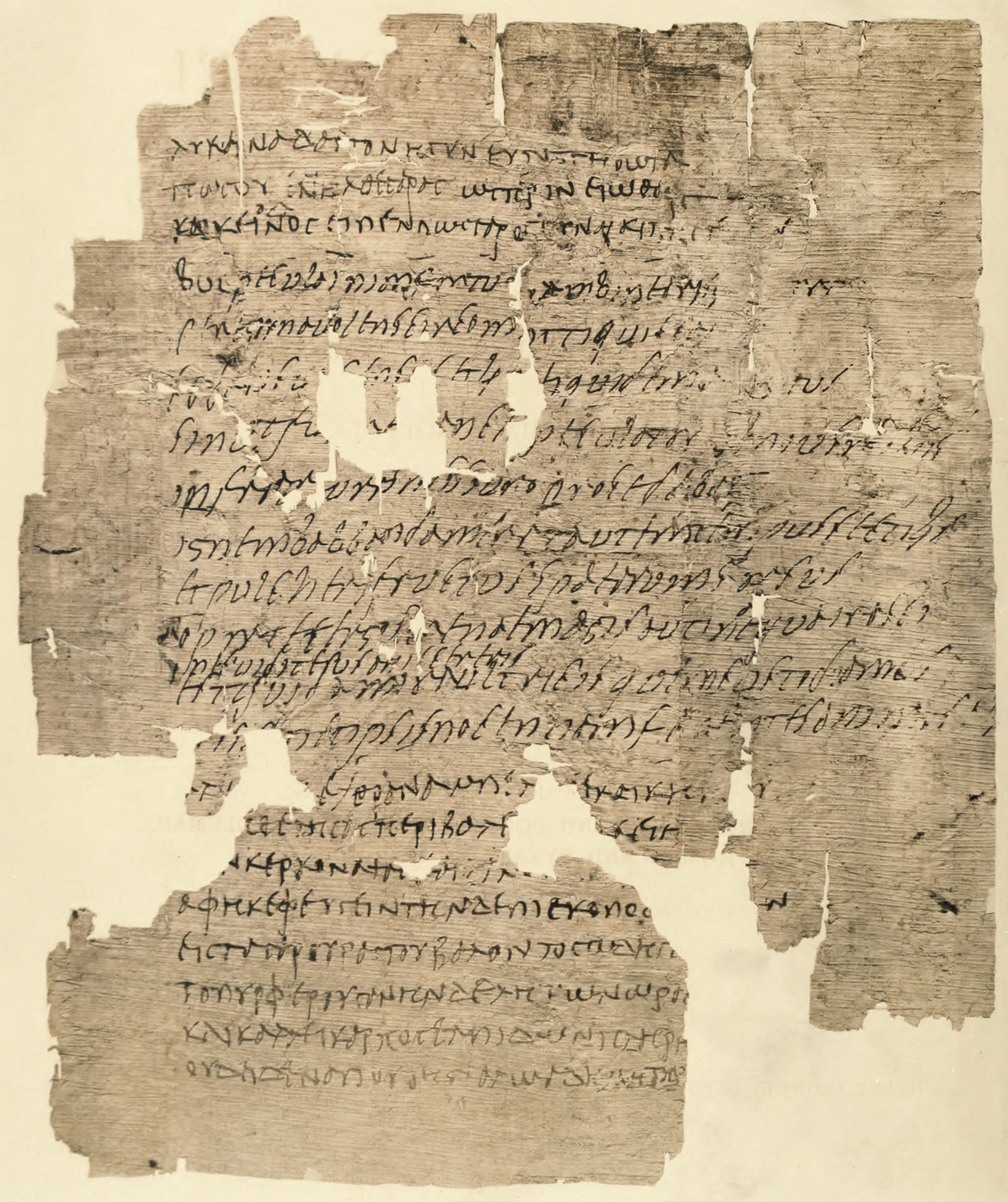
A third- or fourth-century بردية containing a text of Babrius accompanied by Latin translation (P.Amherst II 26, column ii)

بابريوس هو مؤلف لمجموعة من الخرافات مكتوب باللغة اليونانية.
جمع العديد من الخرافات التي هي معروفة لنا اليوم مجرد خرافات إيسوب [الإنجليزية].
ومن المعروف عمليا أي شيء منه. ومن المفترض أنه تعرض للروماني باليونانية، الذي كان ربما فاليريوس اسم غير اليهود، الذين يعيشون في الشرق، وربما في سوريا، حيث يبدو أن الخرافات أول من اكتسبت شعبية. وقد تسبب العنوان إلى «أحد أبناء الملك الكسندر» الكثير من التكهنات، ونتيجة لذلك يعود متفاوتة بين القرن الثامن قبل الميلاد 3 والقرن الميلادي 3rd تم تعيينها إلى Babrius. وأشار الكسندر لربما كان الكسندر سيفيروس (222-235 م)، الذي كان مولعا وجود الرجال من جميع الأنواع الأدبية عن محكمته. «ابن الكسندر» وقد تم تحديد مزيد مع بعض Branchus المذكورة في الخرافات، ويقترح أن Babrius ربما كان المعلم له؛ الأرجح، ومع ذلك، Branchus هو اسم وهمي بحتة. لا توجد أي إشارة من Babrius في الكتاب القدماء قبل بداية القرن الميلادي 3rd. كما يبدو من الباقين على قيد الحياة شظايا ورق البردي، وعمله هو أن تكون مؤرخة قبل ج. 200 م (وربما ليس قبل ذلك بكثير، لغته وأسلوبه يبدو لإظهار أنه ينتمي إلى تلك الفترة).
كان الناقد الأول الذي جعل Babrius أكثر من مجرد اسم ريتشارد بنتلي، في أطروحته على الخرافات إيسوب. في دراسة متأنية من هذه الخرافات Aesopian النثر، التي كانت قد صدرت في مجموعات مختلفة من وقت مكسيموس Planudes، اكتشف بنتلي آثار نظم الشعر، وكان قادراً على استخراج عدد من الآيات التي فأسند إلى Babrius. يتبع Tyrwhitt [الإنجليزية] (دي Babrio 1776) حتى الأبحاث من بنتلي، وبالنسبة لبعض الوقت وجهت جهود العلماء نحو إعادة بناء الأصلي متري من الخرافات النثر.
في عام 1842 جاء Minoides Mynas اليونانية على مخطوطة من Babrius في دير سانت لورا في جبل آثوس، والآن في المتحف البريطاني. وتضمنت هذه المخطوطة 123 الخرافات من العدد الأصلي المفترض، 160. وهي مرتبة أبجدياً، ولكن تقطع في حرف O. تتم كتابة الخرافات في choliambic [الإنجليزية]، وهذا هو، يعرج أو الآية التفاعيل [الإنجليزية] الكمال، وجود كلمة ذات مقطعين [الإنجليزية] كما سفح الماضي، خصصت أصلاً متر إلى الآية سخرية. الأسلوب هو جيد للغاية، والتعبير كونها مقتضب ومدببة، ونظم الشعر الصحيح وأنيقة، وبناء قصص يساوي تماما لأنه في الإصدارات النثر. وقد اعترف صدق هذه المجموعة من الخرافات عموماً من قبل العلماء. في عام 1857 المعلن ميناس قد اكتشفت في جبل آثوس مخطوطة أخرى تحتوي على 94 الخرافات ومقدمة. كما رفض الرهبان لبيع هذه المخطوطة، وقدم نسخة منه، والتي تم بيعها إلى المتحف البريطاني، ونشرت في عام 1859 من قبل السير G Cornewall لويس [الإنجليزية]. هذا، ومع ذلك، وقد ثبت ليكون قريبا من التزوير. ونقل ستة أكثر الخرافات للضوء بواسطة P الربوة من مخطوط الفاتيكان (الذي حرره A ايبرهارد، منتخبات أدبية Babriana، 1879).